# Barbara Maria Bazielich
Barbara Maria Bazielich (ur. 23 lutego 1929 w Katowicach, zm. 22 maja 2017) – polska etnograf, profesor nauk humanistycznych, specjalizująca się w zakresie strojów, sztuki ludowej oraz muzealnictwa etnograficznego.

## Życiorys
Ukończyła studia na Uniwersytecie Jagiellońskim w Krakowie. Kierownik Katedry Etnografii (trzy kadencje) Uniwersytetu Wrocławskiego we Wrocławiu. Członek Polskiego Towarzystwa Ludoznawczego.
W 1989 została odznaczona Złotym Krzyżem Zasługi oraz odznaką „Zasłużony Działacz Kultury”, Srebrną Odznaką „Za opiekę nad zabytkami” (1964).
W 1993 uzyskała tytuł naukowy profesora nauk humanistycznych.
Opublikowała m.in. Śląskie stroje ludowe, Wydawnictwo Śląsk, Katowice 1988 (150 ss.) ISBN 83-216-0512-5